# Bresse Vallons
Bresse Vallons é uma comuna francesa na região administrativa da Auvérnia-Ródano-Alpes, no departamento de Ain. Estende-se por uma área de 25.98 km². Em 2010 a comuna tinha 2 351 habitantes (densidade: 90,5 hab./km²).
Foi criada em 1 de janeiro de 2019, a partir da fusão das antigas comunas de Cras-sur-Reyssouze e Étrez.